# Wages for Wives
Wages for Wives is een Amerikaanse filmkomedie uit 1925 onder regie van Frank Borzage. Destijds werd de film in Nederland uitgebracht onder de titel De huwelijksstaking.

## Verhaal
Nell Baily stemt erin toe te trouwen met Danny Kester op voorwaarde dat hij de helft van zijn salaris aan haar afstaat. Als Danny na het huwelijk die afspraak niet wil nakomen, gaat Nell in staking. Haar moeder en zus beginnen eveneens een huwelijksstaking om Nell te steunen.

## Rolverdeling
| Acteur              | Personage      |
| ------------------- | -------------- |
| Jacqueline Logan    | Nell Bailey    |
| Creighton Hale      | Danny Kester   |
| Earle Foxe          | Hughie Logan   |
| Zasu Pitts          | Luella Logan   |
| Claude Gillingwater | Jim Bailey     |
| David Butler        | Chester Logan  |
| Margaret Seddon     | Annie Bailey   |
| Margaret Livingston | Carol Bixby    |
| Dan Mason           | Mijnheer Tevis |
| Tom Ricketts        | Rechter McLean |